# Alt
Alt (lat. altus = visok; njem. Alt, engl. i tal. contralto, franc. haute-contre) je najdublji ženski ili dječji (dječački) glas uobičajenoga opsega od a do e2.
Kad govorimo o altu kao pjevačkom glasu, ima slučajeva da je spomenuti opseg i veći: od e ili d pa čak do h2, ali tu je, dakako, riječ o sasvim osobitim iznimkama i individualnim razlikama. S obzirom na položinu, boju i karakter glasa, moguće je razlikovati čak tri podvrste alta: koloraturni, lirski i dramski (duboki alt). U stručnoj literaturi autori često navode različite opsege za pojedine pjevačke glasove pa je tako, u ovom slučaju, i s altom. ↓1 Ta razlika proizlazi iz povijesnih i stilskih odrednica glazbene prakse i vremena u kojemu su pojedini skladatelji živjeli i djelovali.

## Višeznačnost pojmaalt
Naziv alt se prvi put javlja oko 1450. godine, kada se u polifonoj glazbi s troglasja prešlo na četveroglasje. Glas koji je pjevao – držao – koralnu melodiju dobio je naziv tenor (od latinskog tenere = držati), glas koji je pjevao ispod tenora imao je naziv bassus – bas, glas koji je pjevao iznad tenora zvali su altus – alt (tu je alt bio »visoki« glas), a naziv za najviši glas – supremus – postupno se pretvorio u sopran. ↓2 Budući da Katolička crkva u početku ženama nije dozvoljavala pjevati u crkvi (iako to nije bio slučaj u ženskim samostanima), altovsku su dionicu u liturgijskoj glazbi pjevali muški altisti, tzv. falsetisti (za razliku od kastrata, u Italiji su ih često nazivali i tenorini, a od 1562. i alti naturali).  Ta praksa izvođenja altovske dionice s muškim pjevačima održala se sve do 19. stoljeća, a u engleskim je katedralnim zborovima prisutna još i danas. U svjetovnoj glazbi, posebice baroknoj operi, nekoliko je značajnih altovskih uloga skladao Georg Friedrich Händel. Najvažnije operne altovske uloge počeli su pisati tek skladatelji u doba romantizma, primjerice Richard Wagner, Giuseppe Verdi, Camille Saint-Saëns i Petar Iljič Čajkovski. Dakako, i suvremeniji skladatelji poput Claudea Debussya, Richarda Straussa, Sergeja Prokofjeva i Benjamina Brittena svojim su operama, ali i solopjesmama, značajno obogatili altovski repertoar.
Osim ovoga primarnog značenja, po kojemu riječ alt označava vrstu pjevačkoga glasa ili pak pjevačicu, odnosno pjevača kao osobu (u još širem smislu čak i dionicu kakvoga pjevačkog zbora), riječ alt rabi se i kao prvi dio složenice za naziv glazbala dublje položine od vodećega glazbala u svojoj vrsti ↓3 – primjerice: altflauta, altklarinet, altsaksofon, altpozauna i slično. Praksa gradnje altovskih instrumenata uvedena je u 16. stoljeću kada je svaka instrumentalna vrsta imala svoju altovsku varijantu. ↓4

## Poznatije altovske operne uloge
Zvjezdicom (*) su označene pojedine altovske uloge koje su, zavisno od individualnih mogućnosti, raspona i osobina glasa, uspješno pjevale i mezzosopranistice. Neke od tih uloga – primjerice Gluckovog Orfeja ili Rimski-Korsakovog pastira Lela – danas najčešće pjevaju kontratenori.
- Margaret – Alban Berg: Wozzeck
- Carmen* – Georges Bizet: Carmen
- Končakovna – Aleksandar Borodin: Knez Igor
- Florence – Benjamin Britten: Albert Herring
- Lukrecija – Benjamin Britten: Nasilje nad Lukrecijom
- Auntie* – Benjamin Britten: Peter Grimes
- Jele – Ivan Brkanović: Ekvinocij
- Barbara – Ivan Brkanović: Zlato Zadra
- Olga* – Petar Iljič Čajkovski: Jevgenij Onjegin
- Stara grofica* – Petar Iljič Čajkovski: Pikova dama
- Paulina – Petar Iljič Čajkovski: Pikova dama
- Geneviève – Claude Debussy: Pelléas i Mélisanda
- Maffio Orsini – Gaetano Donizetti: Lucrezia Borgia
- Vještica Ježibaba* – Antonín Dvořák: Rusalka
- Katisha – Gilbert i Sullivan: Mikado
- Orfej* – Christoph Willibald Gluck: Orfej i Euridika
- Doma* – Jakov Gotovac: Ero s onoga svijeta
- Govedarka – Jakov Gotovac: Morana
- Marta* – Charles Gounod: Faust
- Cornelia – Georg Friedrich Händel: Julije Cezar
- Mama Lucia – Pietro Mascagni: Cavalleria rusticana
- Madame Flora – Gian Carlo Menotti: Medij
- Marcellina* – Wolfgang Amadeus Mozart: Figarov pir
- Marfa – Modest Petrovič Musorgski: Hovanščina
- La Cieca – Amilcare Ponchielli: La Gioconda
- Madame de Croissy – Francis Poulenc: Razgovori karmelićanki
- Dadilja – Sergej Prokofjev: Vjenčanje u samostanu
- Kneginja – Giacomo Puccini: Sestra Angelica
- Pastir Lel – Nikolaj Rimski-Korsakov: Snjeguročka
- Angelina* – Gioachino Rossini: Pepeljuga
- Isabella – Gioachino Rossini: Talijanka u Alžiru
- Bolesnica – Arnold Schönberg: Mojsije i Aron
- Gaea – Richard Strauss: Dafna
- Klitemnestra* – Richard Strauss: Elektra
- Herodijada* – Richard Strauss: Saloma
- Bradata Turkinja – Igor Stravinski: Život razvratnika
- Gospođa Quickly* – Giuseppe Verdi: Falstaff
- Ulrica – Giuseppe Verdi: Krabuljni ples
- Maddalena* – Giuseppe Verdi: Rigoletto
- Azucena* – Giuseppe Verdi: Trubadur
- Erda – Richard Wagner: Rajnino zlato, Siegfried
- Mary – Richard Wagner: Ukleti Holandez

## Slavne altistice
Neke od ovdje spomenutih altistica katkada su pjevale i mezzosopranske uloge, ali i obrnuto: jer se glasovni opseg pojedinih koloraturnih ili lirskih altovskih uloga često podudarao s mezzosopranskim, mnoge su mezzosopranistice tijekom karijere svoj fah proširile ili čak zamijenile altovskim (primjerice Marijana Radev i Irina Arhipova).
- Marietta Alboni
- Marian Anderson
- Irina Arhipova
- Eula Beal
- Rosina Brandram
- Marianne Brandt
- Muriel Brunskill
- Clara Butt
- Lili Chookasian
- Belle Cole
- Kathleen Ferrier
- Maureen Forrester
- Júlia Hamari
- Marga Höffgen
- Louise Homer
- Maria von Ilosvay
- Margarete Klose
- Bertha Lewis
- Gisela Litz
- Sara Mingardo
- Zlatomira Nikolova
- Sigrid Onégin
- Ewa Podleś
- Marie Powers
- Marijana Radev
- Ernestine Schumann-Heink
- Annice Sidwells
- Nathalie Stutzmann
- Vittoria Tesi
- Kerstin Thorborg
- Caroline Unger
- Helen Watts
- Ortrun Wenkel
- Jevgenija Zbrujeva

## Altistice u popularnoj glazbi
Iako pjevačice popularne glazbe (narodne, zabavne i pop rock glazbe ili jazza) nije odveć nužno klasificirati prema kriterijima i nasljeđu tzv. europske ozbiljne glazbe, postoje određene podudarnosti temeljem kojih je to, donekle, ipak moguće. Pjevačice i pjevače uvijek je moguće – a vjerojatno i najlakše – »sortirati« prema prirođenom rasponu, boji i karakteru glasa, ali razlike u pristupu impostaciji glasa i njegovu školovanju, odnosno učenju pjevanja bitno utječu na konkretno pjevačko usmjerenje. Spomenute su razlike podjednako uvjetovane talentom, vokalnim predispozicijama, osobnim izborom glazbenoga žanra, poznavanjem vokalne tehnike te osebujnošću umjetničke interpretacije. Tako je, primjerice, neupitnu raskoš glasa i vokalno umijeće naše neprikosnovene pop dive Josipe Lisac teško ograničiti ozbiljnoglazbenim kategorizacijama: ona se, naime, pjevački jednako dobro »snalazi« u altovskim dubinama i/ili sopranskim visinama. Za razliku od ozbiljne glazbe, u kojoj su ovakve pjevačke podjele znatno određenije (čak i iz skladateljske perspektive), u popularnoj glazbi je takva klasifikacija kudikamo slobodnija, djelomično i zbog uporabe suvremenih elektroakustičkih uređaja (primjerice mikrofona).
- Adele
- Sade Adu
- Lauren Bacall
- Anita Baker
- LaVern Baker
- Galina Baranova
- Shirley Bassey
- Toni Braxton
- Ana Carolina
- Rosemary Clooney
- Tracy Chapman
- Cher
- Miley Cyrus
- Zehra Deović
- Sussan Deyhim
- Marlene Dietrich
- Doris Dragović
- Judy Garland
- Lisa Gerrard
- Nina Hagen
- Mahalia Jackson
- Etta James
- Grace Jones
- Hildegard Knef
- Nada Knežević
- Višnja Korbar
- Diana Krall
- Lady Gaga
- Cleo Laine
- Zarah Leander
- Annie Lennox
- Josipa Lisac
- Janiva Magness
- Nada Mamula
- Sarah McQuaid
- Nico
- Lola Novaković
- Patti Page
- Lidija Percan
- Magda Piskorczyk
- Happy Rhodes
- Nevia Rigutto
- Nina Simone
- Jadranka Stojaković
- Radojka Šverko
- Big Mama Thornton
- Tina Turner
- Sarah Vaughan
- Bisera Veletanlić
- Elvira Voća
- Amy Winehouse

- Adele
- Sade Adu
- Judy Garland
- Grace Jones
- Lady Gaga
- Annie Lennox
- Josipa Lisac
- Tina Turner